# TSC Zweibrücken
TSC Zweibrücken is een Duitse voetbalclub uit Zweibrücken, Rijnland-Palts.

## Geschiedenis
De club werd in 1889 opgericht als TV 1889 Bubenhausen. In 1921 richtte de turnclub ook een voetbalafdeling op. De voetbalafdeling werd in 1928 zelfstandig als SpVgg Bubenhausen en deze fuseerde in mei 1948 met BSC Zweibrücken-Ernstweiler. In 1951 sloot TV 1889 zich bij de club aan en werd de huidige naam aangenomen. Datzelfde jaar kon de club promotie afdwingen naar de II. Division Südwest. Hier werd de club een vaste waarde en werd in 1952/53 en 1954/55 vierde. In 1963 werd de Bundesliga ingevoerd en de II. Division werd ontbonden. De Regionalliga werd ingevoerd als nieuwe tweede klasse waarvoor de club zich geplaatst had. Zweibrücken eindigde op een degradatieplaats, maar werd gered doordat TuRa 1882 Ludwigshafen en SV Phönix 03 Ludwigshafen fuseerden. Het volgende seizoen kon de club opnieuw net boven de degradatiezone eindigen. In 1965/66 werd de club echter laatste en degradeerde. De volgende jaren speelde de club in de amateurliga. In 1975 eindigde de club op een degradatieplaats, maar het tweede elftal van FK Pirmasens trok zich vrijwillig terug uit deze competitie. Het volgende seizoen trok de hoofdsponsor zich terug en verlieten vele spelers de club waardoor Zweibrücken hopeloos laatste werd en 131 goals incasseerde. Nadat ook het volgende seizoen een degradatieplaats behaald werd nam de club voorgoed afscheid van het hogere amateurvoetbal. Van 2006 tot 2011 speelde de club nog in de Landesliga.